# Rimski ugovori (1957.)
Rimskim ugovorima, potpisanima 1957. godine u Rimu, osnovane su Europska ekonomska zajednica (EEZ) i Europska zajednica za atomsku energiju (Euratom).
EEZ-om je ustanovljena carinska unija među državama potpisnicama (Belgija, Francuska, Italija, Luksemburg, Nizozemska i Njemačka) te su postavljeni kriteriji i temeljni ciljevi stvaranja zajedničkog tržišta koje bi osiguralo slobodno kretanje ljudi, roba, usluga i kapitala.
Euroatom je postavio ciljeve razvoja istraživanja nuklearne energije i njezine upotrebe u civilne svrhe. Stupanjem na snagu Ugovora o Europskoj uniji Europska ekonomska zajednica preimenovana je u Europsku zajednicu (EZ), a Ugovor o EEZ-u postao je Ugovor o EZ-u.

## Poveznice
- Unutarnje tržište EU